# Nyíregyháza Tigers
A Nyíregyháza Tigers 2005-ben alakult kétszeres Pannon Bowl és egyszeres CEI győztes amerikaifutball-csapat.

## Története
A Nyíregyháza Tigers ugyan nem vett részt a 2006-os bajnokságban, de az I. Blue Bowl kupán megmérette magát, ahol a B csoportban 2 vereséggel a 3. helyen zárt.
A Nyíregyháza Tigers 2007-ben szerepelt először bajnokságban, az újonnan megalakult MAFL Divízió II-ben, ahol a Keleti 2 csoportot veretlenül megnyerte, az 1-3. helyért zajló helyosztókon a 3. helyen végzett. 2008-as bajnokságban a másodosztályban az A csoportot veretlenül nyerte a Revolution Tigers, majd az elődöntőben a Pécs Gringos, a döntőben Balatonalmádiban a Zala Predators ellen is győzött, elhódítva a II. Pannon Bowl serleget.
A győzelemmel járó feljutás után 2009-ben a Tigers a MAFL Divízió I-ban indult, az alapszakaszt a 4. helyen zárta, az elődöntőben a Budapest Wolves ellen pedig alulmaradt. 2010-ben a Tigers az alapszakasz 2. helyén végzett a veretlen Wolves mögött, 1 vereséggel, az alapszakasz legtöbb (321) pontját szerezve. Az elődöntőben a Budapest Cowboys ellen nyertek, ám a döntőben a Wolves ellen megsemmisítő 58–0-s vereségbe szaladtak bele.
2011-ben az MAFSZ a bajnokság átalakításáról döntött; a Divízió I és II lett a másod- és harmadosztály, melyet tavasszal rendeztek, míg ősszel új, kiemelt liga, a HFL indulását tűzték ki, melyre a legjobb 4 magyar csapatot (Wolves, Cowboys, Sharks, Tigers) tervezték indítani. A Tigers a tavaszi szezonban elindult a Divízió I-ben, az alapszakaszt 5-1-es mérleggel 3. helyen zárta, az elődöntőben nyert az Újbuda Rebels ellen, majd a döntőben a Békéscsaba Raptors ellen is, begyűjtve az V. Pannon Bowl serleget. A csapat nem szándékozott elindulni a HFL-ben, mely 3 csapattal nem indult el ebben az évben, így végül a Tigers lett 2011 hivatalos magyar bajnoka. Az ősz folyamán végül a 4 csapat házi kupát szervezett Fall Bowl néven, melyen a Tigers a Wolves mögött 2. helyen végzett.
A 2012-es bajnokság során a Tigers a HFL sorozatra nevezett, ám végül nem indult el, így ebben az évben kimaradt a csapat a magyar küzdelmekből. Cserében már tavasszal az IFAF CEI közép-európai sorozat győztese lett, az alapszakaszban legyőzve a Győr Sharks, a Bratislava Monarchs és a Budapest Cowboys csapatát, majd a döntőben újra felülmúlva a Monarchs együttesét. A tavaszi szezonban a Miskolc Renegades (a Nyíregyháza Tigers 2 csapataként) a Divízió II-ben a keleti csoport 2. helyén végzett, majd az elődöntőben kiesett. A Renegades a szezont követően önállósult.
A 2013-as bajnokságban a Tigers végre bemutatkozott a HFL sorozatban, azonban az újjáalakuló csapat nyeretlenül zárt az utolsó helyen. 2014-ben újfent nem indult a magyar bajnokságban a Tigers, az újjáalakulás szellemében csak a Divízió II-ben indult a Tigers 2, mely az alapszakaszt a 3. helyen zárta, a negyeddöntőt sikeresen vette, ám az elődöntőben a Miskolc Renegades ellen kiesett.
2015-ben a csapat újra indult a HFL-ben, az alapszakaszt a 4. helyen zárta 3 győzelemmel és 3 vereséggel, az elődöntőben a későbbi győztes Bratislava Monarchs ellen azonban vereséget szenvedtek. 2016-ban a Tigers ismét a HFL alapszakaszának 4. helyét érte el 2 győzelemmel és 3 vereséggel, és ismét alulmaradt az elődöntőben, ezúttal a Budapest Cowbells ellenében.
2017-ben ismét újjáalakult a Tigers, és ehhez részben anyagi okokból újra a Divízió II-es bajnokságban indultak, melyet veretlenül meg is nyertek.
2018-ban a csapat újra indult a HFL-ben. Az alapszakaszban 4 győzelemmel és 3 vereséggel a 4. helyen végeztek, a rájátszásban 35-20 arányban kaptak ki az első kiemelt Budapest Wolves csapatától. 2019-ben a Tigers a Divízió I-be nevezett, ahol a keleti csoport 3. helyezettjeként nem jutott rájátszásba. 2020-ban a csapat a COVID–19 járvány miatt visszalépett a Divízió I küzdelmeitől. 2021-ben és 2022-ben sem nevezett a csapat a bajnokságba, miközben a megyében Levelek Spartans néven indult mindkét évben Divízió II-es csapat.

## Eredmények
| Szezon | Osztály    | Csoport   | Alapszakasz | Alapszakasz | Alapszakasz | Rájátszás eredmények |
| Szezon | Osztály    | Csoport   | Eredmény    | Győzelem    | Vereség     | Rájátszás eredmények |
| ------ | ---------- | --------- | ----------- | ----------- | ----------- | --- |
| 2007   | Divízió II |           | 3. hely     | 2           | 2           | |
| 2008   | Divízió II | A csoport | 1. hely     | 5           | 0           | Győzelem Elődöntő (Pécs Gringos) 21–0 Győzelem II. Pannon Bowl (Zala Predators) 36–20                                                      |
| 2009   | Divízió I  |           | 4. hely     | 1           | 3           | Vereség Elődöntő (Budapest Wolves) 7–26 |
| 2010   | Divízió I  |           | 2. hely     | 5           | 1           | Győzelem Elődöntő (Budapest Cowboys) 27–20 Vereség VI. Hungarian Bowl (Budapest Wolves) 0–58                                               |
| 2011   | Divízió I  |           | 3. hely     | 5           | 1           | Győzelem Elődöntő (Újbuda Rebels) 23–13 Győzelem V. Pannon Bowl (Békéscsaba Raptors) 42–7                                                  |
| 2012   | Divízió II | Kelet     | 2. hely     | 4           | 1           | Vereség Elődöntő (Újbuda Rebels 2) 14–37                                                                                                   |
| 2013   | HFL        |           | 5. hely     | 0           | 4           | |
| 2014   | Divízió II |           | 3. hely     | 3           | 1           | Győzelem Negyeddöntő (Szombathely Crushers) 24–6 Vereség Elődöntő (Miskolc Renegades) 2–44                                                 |
| 2015   | HFL        |           | 4. hely     | 3           | 3           | Vereség Elődöntő (Bratislava Monarchs) 6–44                                                                                                |
| 2016   | HFL        |           | 4. hely     | 2           | 3           | Vereség Elődöntő (Budapest Cowbells) 7–24                                                                                                  |
| 2017   | Divízió II | Kelet     | 1. hely     | 5           | 0           | Győzelem Negyeddöntő (Gladiators 2) 28–0 Győzelem Elődöntő (Szekszárd Bad Bones) 26–0 Győzelem VIII. Duna Bowl (Szombathely Crushers) 14–7 |
| 2018   | HFL        |           | 4. hely     | 4           | 3           | Vereség Elődöntő (Budapest Wolves) 20–35                                                                                                   |
| 2019   | Divízió I  | Kelet     | 3. hely     | 4           | 2           | |

## Stadionok
A Tigers 2006-tól 2008-ig a mérkőzéseit Nagykállón játszotta. 2009-ben a bajnokik Nyíregyházán,a Tiszavasvári úton kerültek megrendezésre. 2010-ben a Tigers visszaköltözött Nagykállóra, csak az elődöntőt játszották Nyíregyházán. 2011 óta újra az NYVSC sporttelepen voltak a bajnoki mérkőzések, és itt nyerte meg a csapat a CEI Bowl-t is. Az edzéseket a Hímes utcai MG focipályán tartják. 2018-ban a nyitómérkőzést az NYVSC pályáján tartották, a többi hazai mérkőzésnek viszont a Nyíregyháza Városi Stadion adott helyet.